# Koposov 1
Koposov 1 – gromada kulista znajdująca się w kierunku konstelacji Panny w odległości 157,5 tys. lat świetlnych od Ziemi. Została odkryta w 2007 roku przez zespół astronomów pracujący pod kierownictwem Siergieja Koposowa. Średnica tej gromady wynosi około 10 lat świetlnych, a jej jasność absolutna -2m.
Gromady Koposov 1 i Koposov 2 wraz z Palomar 1, Arp-Madore 4 i Whiting 1 należą do gromad o najniższej jasności spośród tych związanych z Drogą Mleczną. Koposov 1 jest położona w pobliżu odległego fragmentu strumienia Strzelca, 160,7 tys. lat świetlnych od centrum Galaktyki.